# Nectogale elegans
Nectogale elegans é uma espécie de insetívoro da família Soricidae. Pode ser encontrada no Nepal, Índia, Mianmar e China. É a única espécie do gênero Nectogale.